# Райнберг
Райнберг (нім. Rheinberg) — місто в Німеччині, знаходиться в землі Північний Рейн-Вестфалія. Підпорядковується адміністративному округу Дюссельдорф. Входить до складу району Везель.
Площа — 75,15 км2. Населення становить 30 933 ос. (станом на 31 грудня 2020).